# Urgleptes puertoricensis
Urgleptes puertoricensis là một loài bọ cánh cứng trong họ Cerambycidae.